# مناقشه طرح‌های تهاجمی شوروی

تقسیم اروپا در مه ۱۹۴۱

جنجال طرح‌های تهاجمی شوروی (انگلیسی: Soviet offensive plans controversy) بحثی بین مورخان در اواخر قرن بیستم و اوایل قرن بیست و یکم در مورد اینکه آیا ژوزف استالین قصد داشت در تابستان ۱۹۴۱ به آلمان نازی حمله کند یا خیر. این مناقشه با ویکتور سووروف با کتاب دهه ۱۹۸۰ یخ‌شکن: چه کسی جنگ جهانی دوم را آغاز کرد؟ شروع شد. جایی که او بر اساس تحلیل اسناد و داده‌های تاریخی خود استدلال کرد که استالین از آلمان نازی به عنوان نیابتی برای حمله به اروپا استفاده کرد.

## مناقشه
این مناقشه از اواخر دهه ۱۹۸۰ زمانی آغاز شد که ویکتور سوروف یک مقاله در مجله ای منتشر کرد که بعدها به کتاب یخ‌شکن تبدیل شد. او در این مقاله ادعا می‌کرد که استالین شیوع جنگ در اروپای غربی را فرصتی برای گسترش انقلاب‌های کمونیستی در سراسر این قاره دیده‌است و ارتش شوروی در زمان حمله آلمان برای حمله قریب‌الوقوع آماده می‌شدند. این دیدگاه در پی جنگ توسط ژنرال‌های سابق آلمان نیز پیشنهاد شده بود. نظر سوروف به‌طور کامل یا جزئی توسط تعداد محدودی از مورخان از جمله والری دانیلوف، یواخیم هافمن، میخائیل ملتیخوف و ولادیمیر نوژین پذیرفته شد و توجه عمومی را در آلمان، اسرائیل و روسیه به خود جلب کرد. این نظریه به شدت توسط اکثر مورخان رد شده و یخ‌شکن عموماً در کشورهای غربی یک «دستگاه ضد شوروی» محسوب می‌شود. دیوید گلانتز و گابریل گورودتسکی کتاب‌هایی برای رد استدلال‌های سوروف نوشتند. اکثریت مورخان بر این باورند که استالین در سال ۱۹۴۱ به دنبال اجتناب از جنگ بود، چرا که او معتقد بود ارتش او آماده مبارزه با نیروهای آلمانی نیست.